# Hyōgo (prefektura)
Hyōgo (japanski: kanji 兵庫県, romaji: Hyōgo-ken) je prefektura u današnjem Japanu. 
Nalazi se u južnom dijelu otoka Honshūa. Nalazi se u chihō Kansaija.
Glavni je grad Kobe.
Organizirana je u 8 okruga i 41 općini. ISO kod za ovu pokrajinu je JP-28.
1. studenoga 2011. u ovoj je prefekturi živjelo 5,582.978 stanovnika.
Simboli ove prefekture su cvijet nojigiku, japanska krizantema (Chrysanthemum japonense), drvo kamforovac (Cinnamomum camphora), ptica crnokljuna roda (Ciconia boyciana).